# 키프로스 요리

수블라

키프로스 요리(Kypros 料理, 그리스어: κυπριακή κουζίνα 키프리아키 쿠지나[*], 튀르키예어: Kıbrıs mutfağı 크브르스 무트파으[*])는 서남아시아·지중해에 있는 키프로스의 요리이다. 키프로스 요리는 지중해성 기후와 지리적인 요건, 역사적 영향력에 따라 변모했다. 터키의 요리가 많이 유입됐으며 이웃 국가의 영향력을 많이 받았다. 키프로스는 그리스계와 터키계의 각축 양상이 오랫동안 계속된 지역이므로 요리에도 두 민족의 영향이 많이 나타나고 있다. 레바논 요리도 나타나며 대표적인 음식명은 레반타인(Levantine)이다. 요리, 요리 등을 비롯해 앵글로색슨 계 요리가 많이 나타난다. 후에는 영국 요리가 식민지배 때 가미됐다. 최근에는 패스트 푸드가 어느 때보다도 강세를 띠고 있다.

## 식사

### 해산물
농어, 문어, 오징어, 절인 생선 등을 많이 먹는다. 가장 많은 사람들이 좋아하는 어류는 대구이며 최근에는 감자나 토마토를 철에 따라 오븐에 구워 먹는다.
감성돔류는 가격이 싸고 연안에서 양식을 많이 하다보니 생산량도 풍부하다. 다른 것으로는 청어가 있지만 육류를 최근 들어 많이 소비하다보니 예전만큼 많이 먹지는 않는다.

### 채소

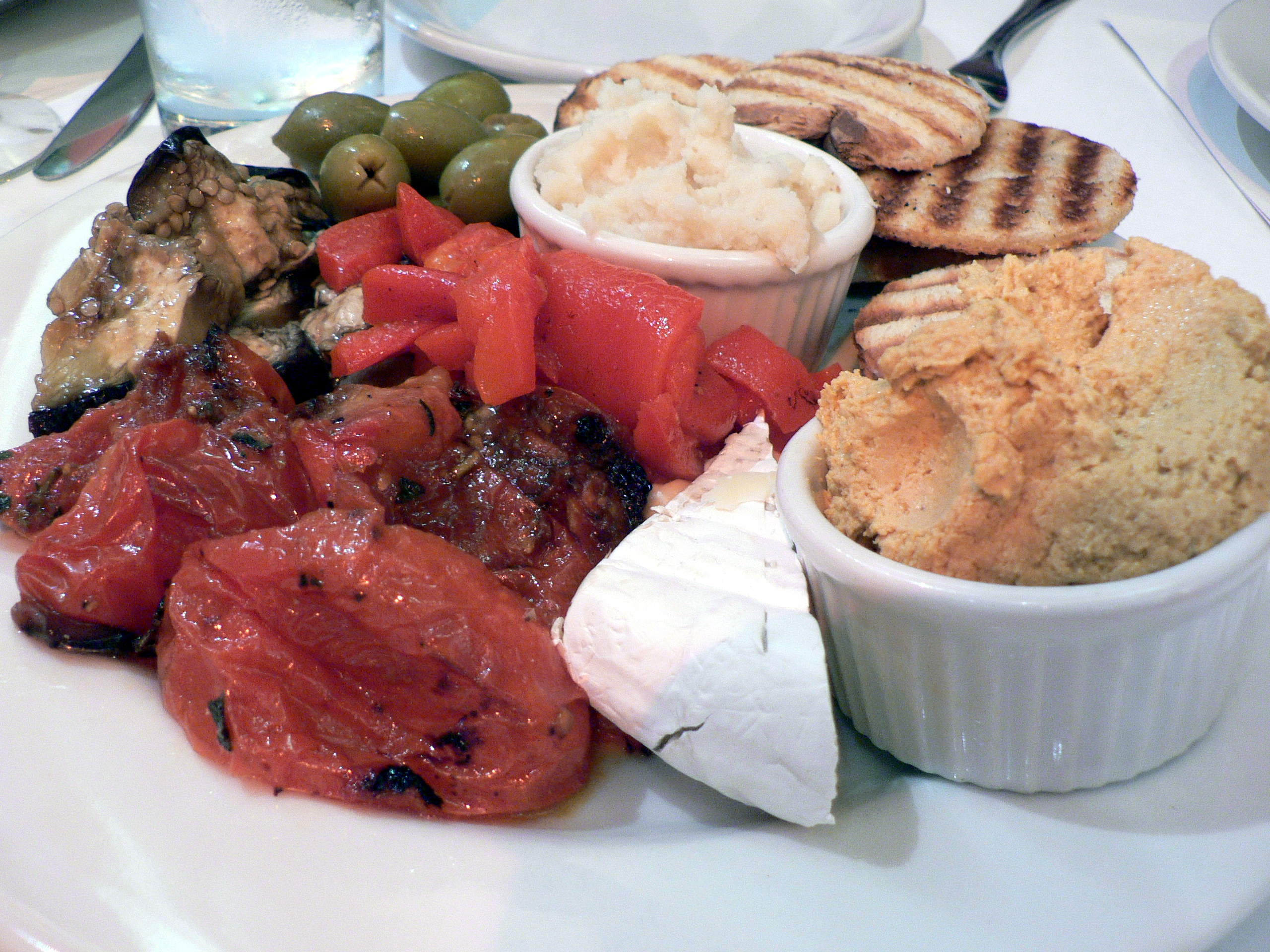

올리브 기름을 이용해서 감자를 볶아 먹거나 파슬리, 비트, 양배추꽃, 아스파라거스, 서양 호박 등을 많이 찾는다.
키프로스에서 나는 감자의 특징은 보통 길이가 길고 감자 자체의 즙이 많아서 찰진 느낌이 든다는 것이다. 감자를 오븐에서 구워먹거나 바깥에서 먹는다. 소금, 큐민, 박하, 양파를 첨가해서 구워 먹는데 바베큐를 구워먹을 때는 숯을 이용해서 버터를 바르고 샐러드도 함께 먹는다.
샐러드를 요리할 때에는 으깨거나 잘라서 먹고 레몬이나 올리브 기름을 드레싱으로 쓴다. 여름에는 대개 곡류의 잎이나 파슬리, 코리안더 잎, 토마토, 오이를 넣는다. 페타치즈는 전통적이는 아니지만 많이 소비되고 있으며 북쪽 지방에서는 저녁 식사에 항상 나타난다.

### 육류

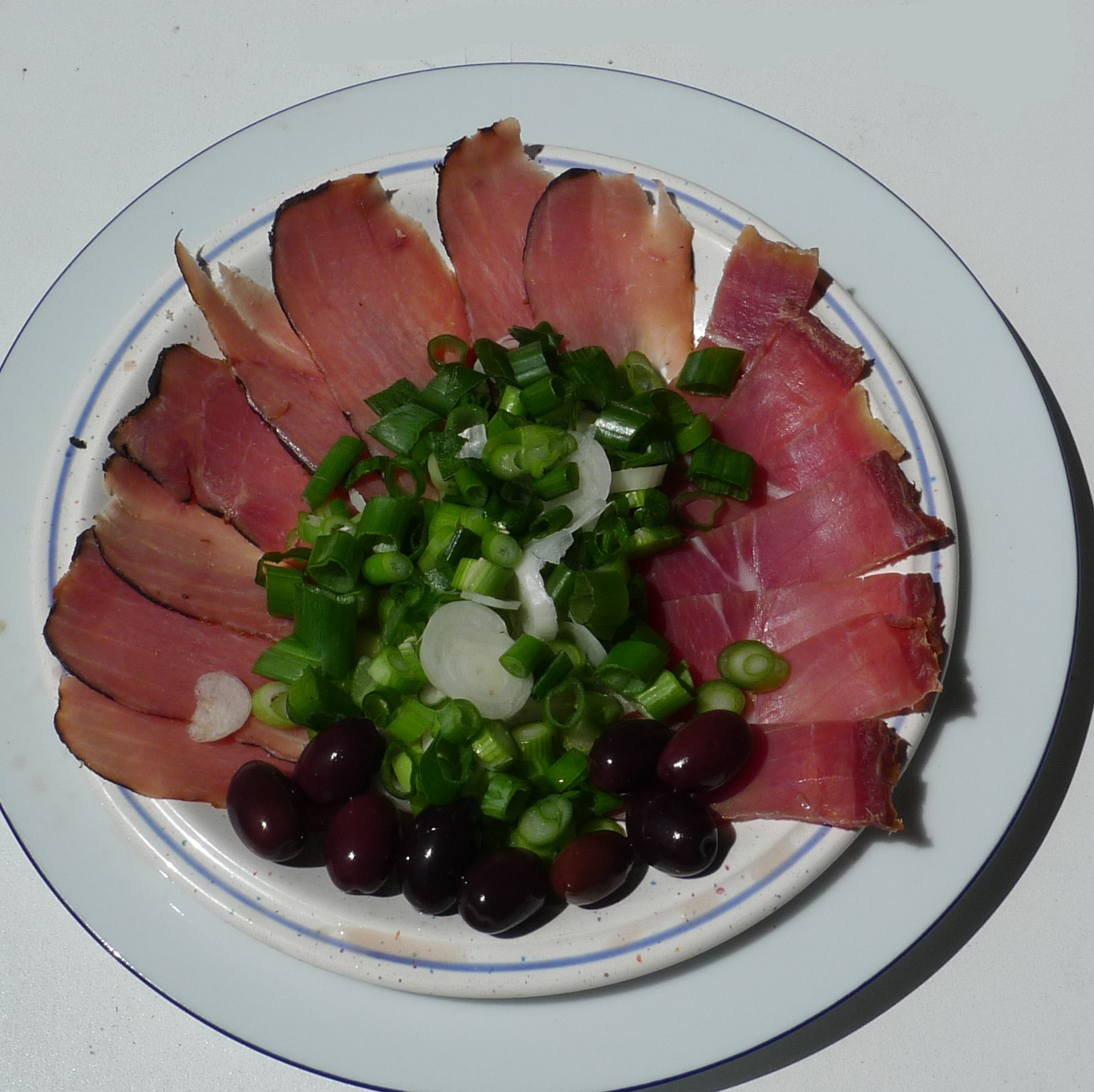
메제

로운자, 수블라키, 수블라, 돼지고기로 만드는 소시지 등이 있다.
세계적으로 가장 최근에 도시화를 이룬 국가이다보니 키프로스 사람들은 육류 소비율이 그리 높지 않다. 보통은 주일날이 고리를 먹는 날인데 닭을 삶아서 파스타류를 함께 먹거나 한다. 다른 류의 고기 소비는 상당히 제한적이며 특별한 경우가 아니면 먹지 않는다. 고기를 먹을 때에는 큰 냄비에 준비를 해서 모두 둘러앉아 먹는다.
타바스(Tavvas)라고 하는 요리는 양고기로 요리한 캐서롤의 일종이며 큐민 등의 허브를 이용해서 약간 맵게 요리한다. 북아프리카의 요리 특성을 갖고 있다. 돼지고기와 적포도주, 코리안더씨앗으로 만드는 요리인 아페일라가 있고 시토(Psito)는 감자와 고기 덩어리를 같이 넣고 굽는 요리다. 오븐 요리를 할 때는 돼지기름을 많이 쓰는데 최근에는 해바라기유가 많이 사용되고 있다.
돼지고기를 숙성해서 먹는 요리는 아주 흔하며 냉장 보관을 해서 먹는다. 이런 류의 육류는 그리스계 주민들이 선호한다. 터키계 주민들은 무슬림이 많기 때문에 돼지고기를 먹지 않는다.
룬자(Lountza)는 돼지고기 안심 요리이다. 직화구이 식으로 구워서 먹는다. 재료를 고를 시에는 대개 어린 돼지를 잡아 요리하는데 부드러운 고기를 먹기 위해서이며 늙은 것은 잘 쓰지 않는다.
양과 염소는 지방질과 육즙을 보존하기 위해 저장하거나 소금으로 간을 해서 먹으며 이것의 이름은 타마렐라(Tsamarella)이다. 쇠고기는 주민에 상관없이 모두가 좋아하며 가슴고기나 양지머리를 간을 해서 양념을 해 먹는다. 퍼스트로미의 근원을 이 요리에서 찾기도 한다. 중동 지역을 통해서 미국식 요리법이 유입됐다.
그리스계 주민들은 달팽이를 진미로 생각하지만 터키계는 전혀 그렇게 생각하지 않는다. 늦가을에 나는 달팽이는 쌀과 함께 케밥처럼 요리해서 먹거나 시나몬, 양파, 토마토와 함께 요리해서 스티파도라는 요리로 먹는다.

## 음료

### 일반
아이라니(Ayrani)는 요구르트와 우유를 혼합한 음료이며 여러 지역에서 다양한 형태로 존재한다. 과거에는 노점상이나 일반 가게에서 널리 판매됐지만 요즘에는 수퍼마켓에서 대량 생산품이 팔린다.
트라이안타파일론(Triantafylon)은 키프로스 장미 추출문으로 만드는 시럽인데 코디얼주를 같이 먹는다. 물이나 꿀을 같이 섞어서 먹을 수도 있다. 여름에 많이 먹는데 장미수와는 다르다.

### 주류
맥주를 맣이 먹는데 KEO 맥주 공장이 있으며 라이온스 클럽이 같이 경영하고 있다. 포도주는 아주 오랜 전통을 갖고 있으며 수천년의 전통을 가진 것으로 평가된다. 코만다리아는 아주 보편적인 후식용 포도주다.
사이프러스는 브랜디도 많이 생산했으며 1871년 이후로 증류가 본격적으로 이뤄졌다. 지바니아는 포도주와 비슷한 것이다.

## 같이 보기
- 레반트 요리
- 아시아 요리
- 중동 요리
- 지중해 요리